# Ian McDiarmid
Pour les articles homonymes, voir McDiarmid.
 (août 2016).
Si vous disposez d'ouvrages ou d'articles de référence ou si vous connaissez des sites web de qualité traitant du thème abordé ici, merci de compléter l'article en donnant les références utiles à sa vérifiabilité et en les liant à la section « Notes et références ».
Ian McDiarmid, né le 11 août 1944 à Carnoustie (Écosse), est un acteur et metteur en scène britannique.
Le rôle qui a rendu McDiarmid mondialement célèbre est celui de l'empereur Sheev Palpatine / Dark Sidious dans la saga Star Wars. Il apparaît dans 6 films de la franchise et a aussi doublé le personnage dans certaines séries d'animation.
De 1990 à 2001, il est avec Jonathan Kent directeur artistique de l'Almeida Theatre situé dans le district d'Islington à Londres. En 2006, il remporte un Tony Award pour sa prestation dans la pièce Faith Healer.
En 2018, il reprend le rôle de l'Empereur Palpatine durant la saison 4 de la série d'animation Star Wars Rebels, puis double le personnage dans le premier épisode de la saison 2, dans lequel Sam Witwer interprétait le personnage lors de la diffusion de l'épisode en 2015. Il interprète une nouvelle fois le personnage devant la caméra pour le film Star Wars, épisode IX : L'Ascension de Skywalker (2019), faisant de lui, avec Anthony Daniels, Frank Oz, Kenny Baker, James Earl Jones, Peter Mayhew, et indirectement Hayden Christensen qui a été rajouté numériquement dans la première trilogie, un des acteurs ayant joué dans les trois trilogies Star Wars.

## Palpatine: son rôle majeur dans la franchiseStar Wars(1980-)

### Dernier volet de la première trilogie (1980)
Ian McDiarmid a été rendu célèbre par son interprétation de Palpatine/Dark Sidious, un personnage à double identité qui, tout au long la saga de science-fiction Star Wars, orchestre les événements en vue de réaliser ses objectifs de domination absolue. Palpatine apparaît d'abord comme un politicien habile, puis parvient à la suite d'un coup d'État déguisé à se faire proclamer empereur galactique avant de se révéler comme étant le Seigneur Noir des Sith.
De sorte que la fin soit connue avant le début, les films Star Wars ont été tournés dans un ordre peu habituel. Ainsi, les épisodes IV à VI sont sortis entre 1977 et 1983 et les épisodes I à III de 1999 à 2005. McDiarmid a tout d'abord joué le vieil empereur Palpatine  au sommet de sa gloire dans le dernier épisode, Le Retour du Jedi, à grand renforts de maquillage lui donnant un aspect cadavérique et maléfique. Il était à l'époque vers la fin de sa trentaine et n'avait jamais tenu un rôle important dans un film. Dans une interview pour BackStage, McDiarmid révèle qu'il n'a jamais jeté son dévolu sur une carrière au cinéma, et qu'il n'a passé aucune audition pour le rôle. Il a passé une interview après que le directeur du casting l'a vu jouer Howard Hughes dans la pièce Seduced. Pour le tournage, quatre heures sont prises pour transformer l'acteur en Dark Sidious avec du maquillage et des prothèses.
Ian McDiarmid n'est pas le premier interprète du personnage, puisque pour sa première apparition dans Star Wars, épisode V : L'Empire contre-attaque, Palpatine est physiquement interprété par Marjorie Eaton qui porte un masque de latex sculpté par Phil Tippett tandis que sa voix est celle du comédien Clive Revill.

### De retour dans la deuxième trilogie (1999-2005)
Il reprend le rôle en 1999 dans le premier épisode, La Menace fantôme, sous l'aspect d'un sénateur devenant chancelier. Il reprend successivement le rôle en 2002 dans Star Wars, épisode II : L'Attaque des clones, puis en 2005 dans Star Wars, épisode III : La Revanche des Sith, qui le voit cette fois-ci devenir l'empereur de la galaxie comme dans la première trilogie. Bien qu'il eût entendu les rumeurs de six films supplémentaires à la trilogie, McDiarmid a été surpris lorsque Lucas lui a demandé de reprendre le rôle 16 ans après Le Retour du Jedi, pensant que ce dernier aurait choisi un comédien plus jeune. Expliquant que les actions du personnage sont de l'hypocrisie pure, il compare le rôle au personnage de Iago de la pièce Othello ou le Maure de Venise. Il mentionne le fait que tous les personnages de la pièce le prennent pour quelqu'un d'honnête alors qu'un subconscient maléfique agit.
McDiarmid a noté que La Revanche des Sith comportait des scènes d'actions contrairement aux précédents volets. À 60 ans, les combats de sabres laser ont été un défi pour lui et à l'instar de ses partenaires, il a pris des cours d'escrime. Lors des combats, les séquences acrobatiques ont été jouées par ses doublures, 
Michael Byrne, Sebastian Dickins et Bob Bowles,.
En parallèle à la prélogie et dans le souhait d'améliorer la continuité entre les deux trilogies, Lucas décide de faire rejouer par McDiarmid la scène de Palpatine du film L'Empire contre-attaque pour la sortie en DVD du long métrage en 2004.

### Épisode IXet univers étendu (depuis 2018)
Dans l'épisode Le Siège de Lothal qui marque sa première apparition dans la série Star Wars Rebels, il est dans un premier temps interprété  par Sam Witwer qui reprend le rôle après les jeux Star Wars : Le Pouvoir de la Force et sa suite. McDiarmid qui avait repris le personnage durant la saison 4 en 2018, double courant 2019 l'épisode de la saison 2.
En 2019, il reprend une nouvelle fois le rôle devant les caméras pour le film L'Ascension de Skywalker, neuvième opus de la « Saga Skywalker ». Il avoue être surpris par le retour de Palpatine compte tenu de son sort dans Le Retour du Jedi. Pour J. J. Abrams, réalisateur du film, sachant l'importance du personnage, son absence aurait été étrange, visible de tous,. McDiarmid raconte que si Palpatine est physiquement handicapé, son esprit est vif comme jamais.
En 2022, il revient une nouvelle fois interpréter le personnage dans la série Obi-Wan Kenobi, lors d'une apparition durant l'épisode final.
Finalement, Ian McDiarmid joue donc le même personnage récurrent dans six des neuf épisodes que compte la série Star Wars.

## Autres rôles à l'écran
En 2014, il rejoint la seconde et dernière saison de la série britannique Utopia.

## Filmographie

### Cinéma
- 1976 : The Likely Lads : le vicaire
- 1980 : L'Empire contre-attaque : l'empereur Palpatine (réédition de 2004 du film)
- 1980 : Richard's Things : le cambrioleur
- 1980 : La Malédiction de la vallée des rois (The Awakening) : Dr Richter
- 1980 : Sir Henry at Rawlinson End : Reg Smeeton
- 1981 : Le Dragon du lac de feu (Dragonslayer) : frère Jacob
- 1983 : Le Retour du Jedi : empereur Palpatine / Dark Sidious
- 1983 : Gorky Park : prof. Andreev
- 1989 : Le Plus Escroc des deux : Arthur
- 1999 : Star Wars, épisode I : La Menace fantôme : sénateur puis chancelier Palpatine / Dark Sidious
- 1999 : Sleepy Hollow : Dr Thomas Lancaster
- 2002 : Star Wars, épisode II : L'Attaque des clones : chancelier Palpatine / Dark Sidious
- 2005 : Star Wars, épisode III : La Revanche des Sith : chancelier puis empereur Palpatine / Dark Sidious
- 2017 : The Lost City of Z de James Gray : Sir George Goldie
- 2019 : Star Wars, épisode IX : L'Ascension de Skywalker (Star Wars: Episode IX – The Rise of Skywalker) de J. J. Abrams : empereur Palpatine / Dark Sidious[13]

### Télévision

#### Séries télévisées
- 1979 : Macbeth, de Philip Casson (TV) : Ross
- 1990 : Inspecteur Morse : Hugo De Vries
- 1991 : Chernobyl : The Final Warning : Dr Vatisenko
- 1991 : Les Aventures du jeune Indiana Jones : prof. Lévi
- 1994 : Heart of Darkness
- 1995 : Les Nouvelles Aventures d'Annie (Annie: A Royal Adventure!) : Dr Eli Eon
- 1996 : Hillsborough : Dr Popper
- 1997 : Rebecca : rôle du coroner
- 1999 : Great Expectations : Jaggers
- 1999 : Les Fous du roi (All the King's Men) : révérend Pierrepoint Edwards
- 2004 : MI-5 : prof. Fred Roberts
- 2005 : Elizabeth I
- 2008 : City of Vice
- 2009 : Margaret
- 2014 : Utopia : Anton / Phillip Carvel
- 2018 : Britannia : le roi Pellenor
- 2022 : Obi-Wan Kenobi  : l'empereur Palpatine / Dark Sidious (saison 1, épisode 6)

#### Séries d'animation
- 2015-2018 : Star Wars Rebels : l'empereur Palpatine[14] (saison 2[15] et saison 4)
- 2020 : Star Wars: The Clone Wars : l'empereur Palpatine / Dark Sidious (3e voix, saison 7, épisode 11)
- 2021-2024 : Star Wars: The Bad Batch : l'empereur Palpatine / Dark Sidious (3 épisodes)
- 2022 : Tales of the Jedi : l'empereur Palpatine / Dark Sidious (épisode 4)

## Fiction audio
- 2005 : Le Paradis perdu (Paradise Lost) : Satan[16]
- 2009 : Le Miroir aux espions (The Looking Glass War) : Leclerc[17]

## Distinctions
- 2005 : Nomination au Teen Choice Award du meilleur méchant pour Star Wars, épisode III : La Revanche des Sith
- 2006 : Nomination au Saturn Award du meilleur acteur dans un second rôle pour Star Wars, épisode III : La Revanche des Sith

## Voix francophones
Pour son rôle dans la saga Star Wars, Ian McDiarmid est doublé par Henri Virlogeux dans Le Retour du Jedi et en alternance dans La Menace fantôme par Jean Michaud pour son rôle de Dark Sidious  et par Georges Claisse pour son rôle de Palpatine. Ce dernier a repris le rôle de Sidious pour les suites ainsi que pour les nouveaux dialogues de 2004 du film  L'Empire contre-attaque. Il le double également dans The Lost City of Z et Britannia. Georges Claisse étant mort en 2021, Edgar Givry le  remplace dans la série Obi-Wan Kenobi ainsi que dans les séries d'animation Tales of the Jedi et The Bad Batch.